# 입교역
입교역(Ipgyo station, 笠橋驛)은 경전선의 철도역이었다. 2006년 10월 31일을 마지막으로 여객열차가 멈추지 않았으며, 2008년 1월 1일 폐지되었다.

## 역사
- 1932년 11월 1일 : 무배치간이역으로 영업 개시[1]
- 1944년 6월 15일 : 폐지[2]
- 1956년 9월 19일 : 역원무배치간이역으로 영업 재개[3]
- 1959년 7월 15일 : 을종대매소로 지정
- 1967년 9월 1일 : 을종승차권 대매소로 지정[4]
- 1971년 7월 1일 : 배치간이역으로 변경[5]
- 1972년 7월 20일 : 무배치간이역으로 변경[6]
- 1991년 1월 1일 : 을종승차권대매소 취급 중지
- 2006년 11월 1일 : 여객취급 중지
- 2008년 1월 1일 : 폐역[7]

## 참고 문헌
1. ↑  조선총독부관보 휘보 정류장신설(1932.11.07)
2. ↑  조선총독부관보 고시 제885호(1944.06.10)
3. ↑  대한민국관보 교통부고시제 474호(1956.09.18)
4. ↑  대한민국관보 철도청고시 제351호, 1967년 8월 29일
5. ↑  철도청 고시 제29호(1971.06.28)
6. ↑  철도청 고시 제40호(1972.07.10)
7. ↑  건설교통부 고시 제2007-618호, 2007년 12월 31일